# Waldneukirchen
Waldneukirchen osztrák község Felső-Ausztria Steyrvidéki járásában. 2019 januárjában 2194 lakosa volt. 

## Elhelyezkedése

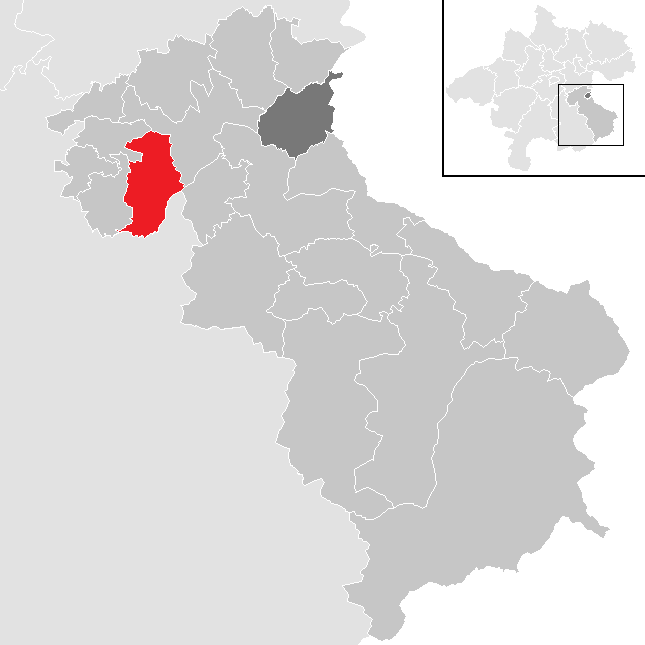
Waldneukirchen a Steyrkörnyéki járásban

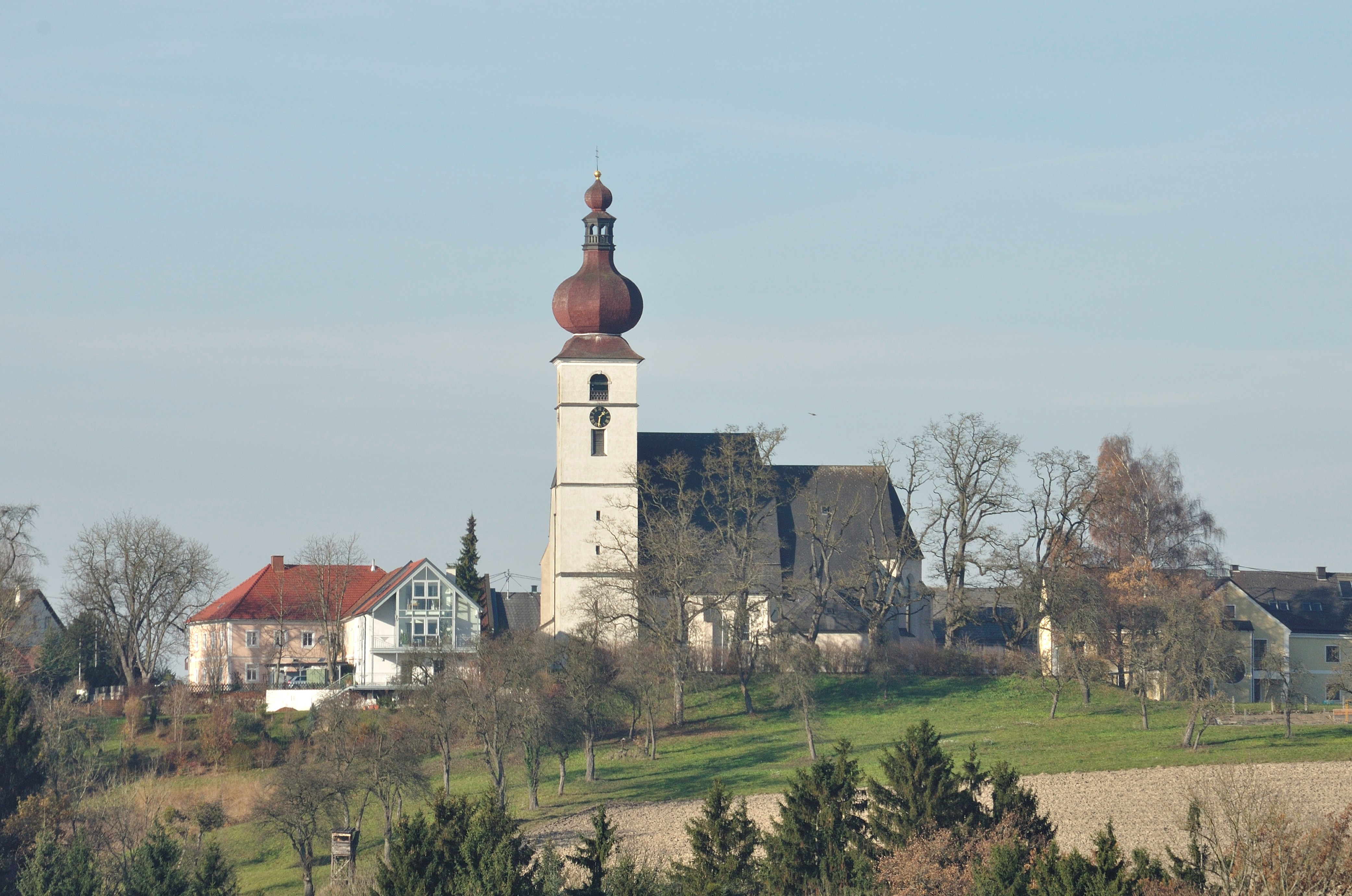
A Szt. Péter és Pál-plébániatemplom

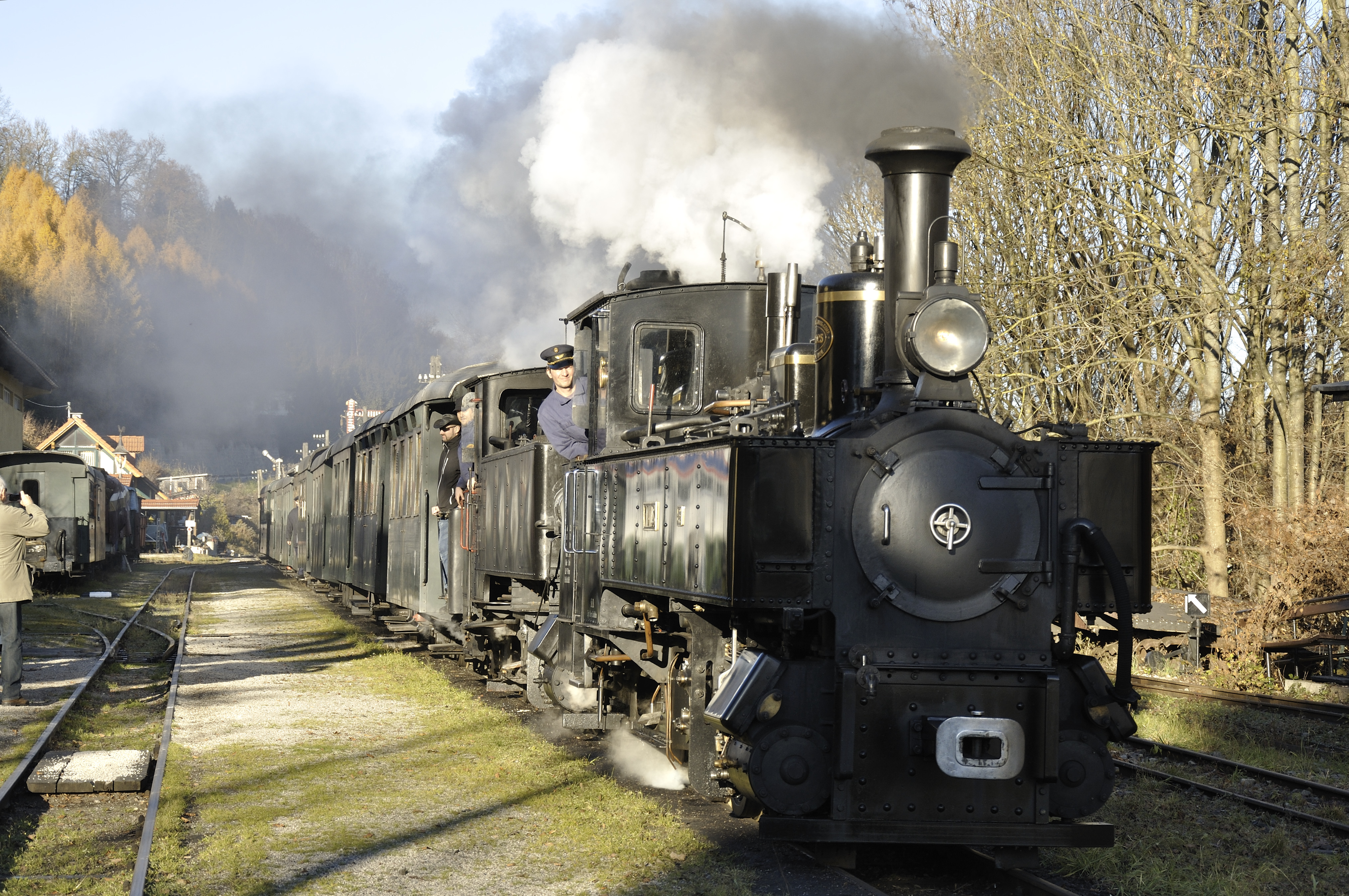
Nosztalgiajárat a Steyr-völgyi vasút waldneukircheni állomásán

Waldneukirchen a tartomány Traunviertel régiójában fekszik, a Binderbach folyó mentén. Területének 14,8%-a erdő, 74,2% áll mezőgazdasági művelés alatt. Az önkormányzat 7 településrészt ás falut egyesít: Eggmair (168 lakos 2019-ben), Furtberg (22), Großmengersdorf (85), Pesendorf (193), Sankt Nikola (328), Steinersdorf (254) és Waldneukirchen (1144). 
A környező önkormányzatok: nyugatra Adlwang, északnyugatra Bad Hall, északkeletre Sierning, keletre Aschach an der Steyr, délkeletre Steinbach an der Steyr, délre Grünburg.  

## Története
Waldneukirchen területén a szórványos régészeti leletek tanúsága szerint már az újkőkorban is éltek emberek. A régió 777-ben az akkor alapított kremsmünsteri apátság birtokába került, feltehetően a kolostor telepített lakókat az itteni erdőségekbe. Waldneukirchen eredetileg a Bajor Hercegséghez tartozott, a 12. században került át Ausztriához. A település lakóinak száma 1337-ben annyira megnőtt, hogy önálló egyházközséggé válhatott. A 16. század közepén, a török háborúk idején a waldneukircheni kovács volt a grazi fegyvertár egyik fő szállítója, elsősorban szálfegyvereket készített. 
A falu iskoláját 1774-ben alapították. A napóleoni háborúk során a települést több alkalommal megszállták. Az 1848-as forradalom után eltörölték a feudális birtokrendszert és megalakult Waldneukirchen községi önkormányzata. 1893-ban a község területének egy része és 700 lakója átkerült az akkor alapított Adlwang községhez. 1889-ben a Steyr-völgyi vasút megépítésével a falu csatlakozott a vasúthálózathoz. A Monarchia és az Ennsentúli Főhercegség 1918-as megszűnése után Waldneukirchent Felső-Ausztria tartományhoz, a Német Birodalomhoz való 1938-as csatlakozás után pedig az Oberdonaui gauba sorolták be. A második világháború után a községet amerikaiak szállták meg, egészen 1955-ig.   

## Lakosság
A waldneukircheni önkormányzat területén 2019 januárjában 2194 fő élt. A lakosságszám 2001-ben érte el a csúcspontját 2250 fővel, azóta csökkenő tendenciát mutat. 2017-ben a helybeliek 95%-a volt osztrák állampolgár; a külföldiek közül 1,4% a régi (2004 előtti), 0,9% az új EU-tagállamokból érkezett. 1,7% a volt Jugoszlávia (Szlovénia és Horvátország nélkül) vagy Törökország, 1% egyéb országok polgára volt. 2001-ben a lakosok 92,8%-a római katolikusnak, 2,7% evangélikusnak, 1,5% mohamedánnak, 2,4% pedig felekezeten kívülinek vallotta magát. Ugyanekkor egy magyar élt a községben. A legnagyobb nemzetiségi csoportot a német (97,4%) mellett a törökök alkották 1,2%-kal.
A népesség változása:

| 2016 | 2 237 |
| 2018 | 2 242 |

## Látnivalók
- a Szt. Péter és Pál-plébániatemplom

## Fordítás
- Ez a szócikk részben vagy egészben  a   Waldneukirchen című német Wikipédia-szócikk ezen változatának fordításán alapul.  Az eredeti cikk szerkesztőit annak laptörténete sorolja fel. Ez a jelzés csupán a megfogalmazás eredetét és a szerzői jogokat jelzi, nem szolgál a cikkben szereplő információk forrásmegjelöléseként.